# Xã Polk, Quận Atchison, Missouri
Xã Polk (tiếng Anh: Polk Township) là một xã thuộc quận Atchison, tiểu bang Missouri, Hoa Kỳ. Năm 2010, dân số của xã này là 226 người.